# Christuskirche (Fladungen)

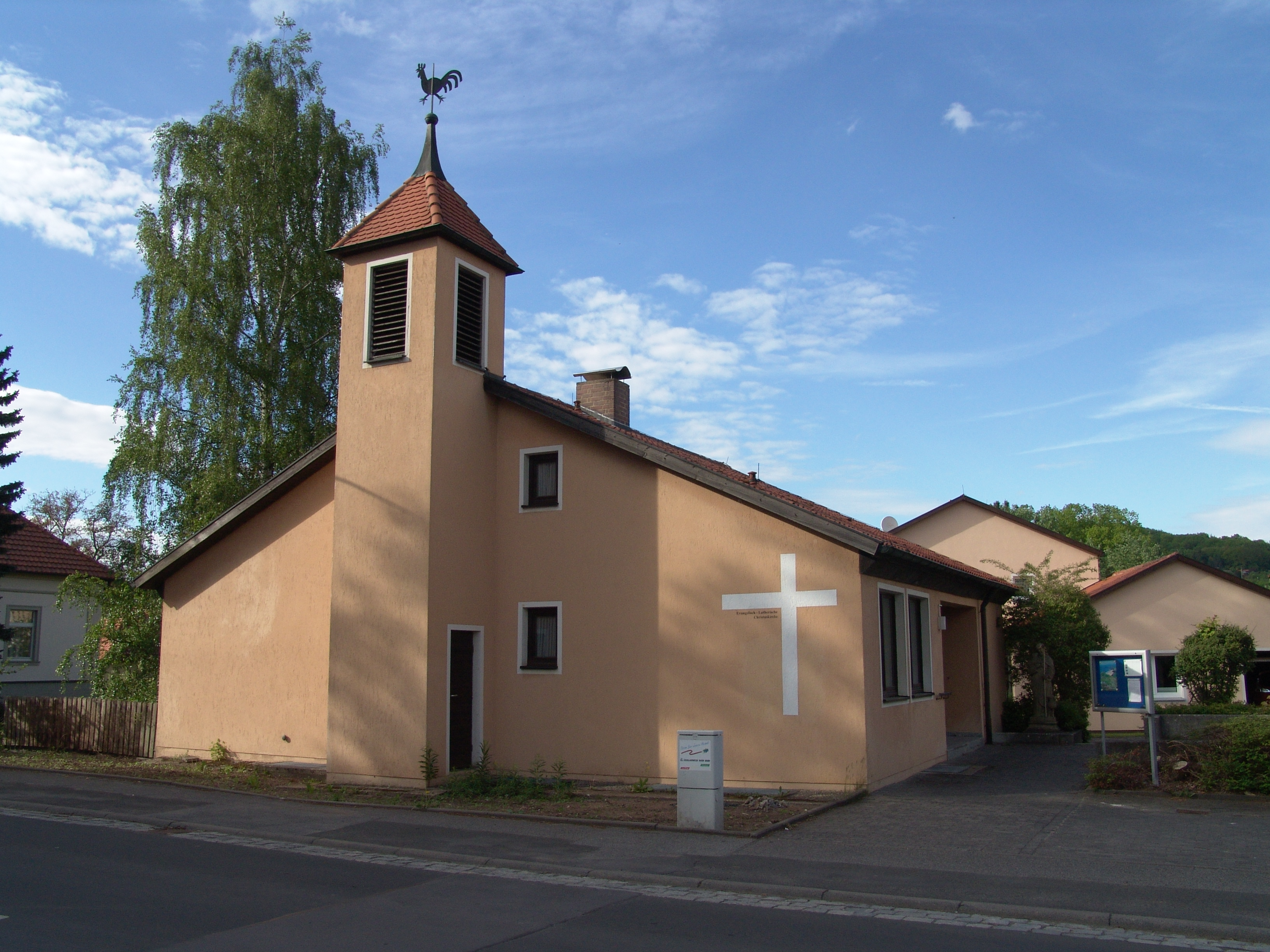
Christuskirche in Fladungen

Die evangelische Christuskirche befindet sich in Fladungen im unterfränkischen Landkreises Rhön-Grabfeld in Bayern.
Die Kirchengemeinde Bad Neustadt a. d. Saale gehört zum Dekanat Bad Neustadt an der Saale, einem der 19 Dekanate des Kirchenkreises Ansbach-Würzburg der Evangelisch-Lutherischen Kirche in Bayern.

## Geschichte
Die ersten protestantischen Gottesdienste in Fladungen ließ Mühlenbesitzer Adolf Mauer im Jahr 1911 im Parterre seines Hauses abhalten.
Im Jahr 1924 wurde im Rhönmuseum ein Betsaal mit Platz für 60 Personen eingeweiht. Ende der 1950er Jahre wurde der Ruf nach einer Kirche laut. Auf dem Grundstück eines früheren Kindergartens in der Bahnhofstraße errichtete die Kirchengemeinde ein Gemeindezentrum und ein Pfarrhaus.
Mit der Christuskirche wurde schließlich am ersten Adventssonntag 1979 ein eigenes evangelisches Gotteshaus eingeweiht. Es beherbergt neben dem Saal für die Gottesdienste zusätzlich einen Raum für Versammlungen der Gemeinde. Im Keller befindet sich ein größerer Raum für die Gemeindearbeit sowie eine Teeküche.
Im Jahr 1980 wurden zwei kleine Glocken angeschafft und 1981 eine Orgel. Im Jahr 2016 überschwemmte ein Starkregen das gesamte Untergeschoss des Gemeindezentrums und beschädigte die Orgel derart, dass sie unbespielbar wurde. Durch eine anonyme Großspende konnte die Orgel aus der inzwischen entwidmeten Hösbacher Kreuzkirche erworben werden. Die Orgelbaufirma Hoffmann und Schindler aus Ostheim vor der Rhön installierte die Orgel zum 40-jährigen Jubiläum der Kirche.